# Guitar Hero 5
Guitar Hero 5 é um jogo eletrônico de ritmo musical lançado no dia 1 de Setembro de 2009 para PlayStation 2, Xbox 360, PlayStation 3 e Nintendo Wii. O jogo conta com o novo modo "Party Play", onde o jogador poderá trocar de instrumento e de dificuldade no meio da música.
Guitar Hero 5 contém 85 músicas de 83 artistas independentes, e como os jogos anteriores de Guitar Hero, vários músicos da vida real foram modelados através de captura de movimento para personagens jogáveis, incluindo Johnny Cash, Carlos Santana, Shirley Manson, Matthew Bellamy e Kurt Cobain. O jogo continua a apoiar o estúdio de música criada pelo usuário introduzido em Guitar Hero World Tour através do "GHTunes" e o conteúdo para download adicional para o jogo também estão disponíveis. A maioria das trilhas existentes para download a partir de World Tour são compatíveis com Guitar Hero 5, junto com o selecionado no disco músicas de World Tour, Guitar Hero: Metallica e Guitar Hero: Smash Hits. Este conteúdo também pode ser importado para o Band Hero.

## Lista de músicas
| Ano  | Título                                  | Artista                         | Band Tier/Venue        | Gênero           | Exportável para o BH/GH: WOR |
| ---- | --------------------------------------- | ------------------------------- | ---------------------- | ---------------- | ---------------------------- |
| 1984 | "2 Minutes to Midnight"                 | Iron Maiden                     | 12. The Golden Gate    | Metal            | Não                          |
| 1973 | "20th Century Boy"                      | T. Rex                          | 8. Neon Oasis          | Glam Rock        | Sim                          |
| 1969 | "21st Century Schizoid Man"             | King Crimson                    | 14. Hypersphere        | Progressive Rock | Sim                          |
| 2008 | "A-Punk"                                | Vampire Weekend                 | 8. Neon Oasis          | Surf Rock        | Sim                          |
| 1967 | "All Along the Watchtower"              | Bob Dylan                       | 1. The 13th Rail       | Blues Rock       | Não                          |
| 2006 | "All the Pretty Faces"                  | The Killers                     | 7. Guitarhenge         | Alternative      | Sim                          |
| 1976 | "American Girl"                         | Tom Petty and the Heartbreakers | 12. The Golden Gate    | Classic Rock     | Não                          |
| 2009 | "Back Round"                            | Wolfmother                      | 11. Cairo Bazaar       | Hard Rock        | Sim                          |
| 2001 | "Bleed American"                        | Jimmy Eat World                 | 6. The Aqueduct        | Pop/Rock         | Sim                          |
| 2008 | "Blue Day"                              | Darker My Love                  | 2. Club Boson          | Indie Rock       | Sim                          |
| 2005 | "Blue Orchid"                           | The White Stripes               | 2. Club Boson          | Blues Rock       | Sim                          |
| 2007 | "Brianstorm"                            | Arctic Monkeys                  | 12. The Golden Gate    | Alternative      | Sim                          |
| 2009 | "Bring the Noise 20XX"                  | Public Enemy & Zakk Wylde       | 8. Neon Oasis          | Hip-Hop/Metal    | Sim                          |
| 1995 | "Bullet with Butterfly Wings"           | The Smashing Pumpkins           | 9. Electric Honky Tonk | Alternative      | Sim                          |
| 2007 | "Cigarettes, Wedding Bands"             | Band of Horses                  | 3. Sideshow            | Southern Rock    | Sim                          |
| 1994 | "Comedown"                              | Bush                            | 4. Angel's Crypt       | Grunge           | Sim                          |
| 1982 | "Dancing with Myself"                   | Billy Idol                      | 4. Angel's Crypt       | New Wave         | Não                          |
| 2002 | "Deadbolt"                              | Thrice                          | 12. The Golden Gate    | Alternative      | Sim                          |
| 2007 | "Demon(s)"                              | Darkest Hour                    | 13. Fjord of Swords    | Death Metal      | Sim                          |
| 1995 | "Disconnected"                          | Face to Face                    | 9. Electric Honky Tonk | Punk Rock        | Sim                          |
| 2008 | "Done with Everything, Die for Nothing" | Children of Bodom               | 13. Fjord of Swords    | Death Metal      | Sim                          |
| 1976 | "Do You Feel Like We Do?" (Live)        | Peter Frampton                  | 13. Fjord of Swords    | Classic Rock     | Sim                          |
| 1997 | "Du Hast"                               | Rammstein                       | 8. Neon Oasis          | Industrial       | Não                          |
| 2000 | "Ex-Girlfriend"                         | No Doubt                        | 3. Sideshow            | Pop/Rock         | Sim                          |
| 1975 | "Fame"                                  | David Bowie                     | 3. Sideshow            | Classic Rock     | Não                          |
| 2005 | "Feel Good Inc."                        | Gorillaz                        | 1. The 13th Rail       | Hip-Hop          | Não                          |
| 2008 | "Gamma Ray"                             | Beck                            | 1. The 13th Rail       | Alternative      | Sim                          |
| 1992 | "Gratitude"                             | Beastie Boys                    | 2. Club Boson          | Hip-Hop          | Sim                          |
| 1982 | "Hungry Like the Wolf"                  | Duran Duran                     | 6. The Aqueduct        | New Wave         | Sim                          |
| 1982 | "Hurts So Good"                         | John Mellencamp                 | 2. Club Boson          | Rock             | Sim                          |
| 2002 | "In My Place"                           | Coldplay                        | 1. The 13th Rail       | Alternative      | Sim                          |
| 2006 | "Incinerate"                            | Sonic Youth                     | 10. Calavera Square    | Alternative      | Não                          |
| 2007 | "In the Meantime"                       | Spachog                         | 5. O'Connell's Corner  | Alternative      | Sim                          |
| 1976 | "Jailbreak"                             | Thin Lizzy                      | 6. The Aqueduct        | Hard Rock        | Sim                          |
| 2000 | "Judith"                                | A Perfect Circle                | 12. The Golden Gate    | Alternative      | Sim                          |
| 2000 | "Kryptonite"                            | 3 Doors Down                    | 4. Angel's Crypt       | Southern Rock    | Sim                          |
| 2000 | "L.A."                                  | Elliott Smith                   | 5. O'Connell's Corner  | Indie Rock       | Sim                          |
| 1992 | "Lithium" (Live)                        | Nirvana                         | 7. Guitarhenge         | Grunge           | Sim                          |
| 1981 | "Lonely Is the Night"                   | Billy Squier                    | 7. Guitarhenge         | Rock             | Sim                          |
| 1983 | "Looks That Kill"                       | Mötley Crüe                     | 6. The Aqueduct        | Metal            | Sim                          |
| 1993 | "Lust for Life" (Live)                  | Iggy Pop                        | 13. Fjord of Swords    | Punk             | Sim                          |
| 2008 | "Maiden, Mother & Crone"                | The Sword                       | 10. Calavera Square    | Hard Rock        | Sim                          |
| 2007 | "Make It wit Chu"                       | Queens of the Stone Age         | 5. O'Connell's Corner  | Blues Rock       | Sim                          |
| 2009 | "Medicate"                              | AFI                             | 11. Cairo Bazaar       | Rock             | Sim                          |
| 2008 | "Mirror People"                         | Love and Rockets                | 4. Angel's Crypt       | Alternative      | Sim                          |
| 1992 | "Nearly Lost You"                       | Screaming Trees                 | 7. Guitarhenge         | Grunge           | Não                          |
| 2008 | "Never Miss a Beat"                     | Kaiser Chiefs                   | 4. Angel's Crypt       | Indie Rock       | Sim                          |
| 1993 | "No One to Depend On" (Live)            | Santana                         | 10. Calavera Square    | Classic Rock     | Sim                          |
| 2003 | "One Big Holiday"                       | My Morning Jacket               | 9. Electric Honky Tonk | Indie Rock       | Sim                          |
| 1995 | "Only Happy When It Rains"              | Garbage                         | 2. Club Boson          | Pop/Rock         | Sim                          |
| 1976 | "Play That Funky Music"                 | Wild Cherry                     | 3. Sideshow            | Funk             | Não                          |
| 2001 | "Plug In Baby"                          | Muse                            | 5. O'Connell's Corner  | Alternative      | Não                          |
| 1987 | "Ring of Fire"                          | Johnny Cash                     | 9. Electric Honky Tonk | Country          | Sim                          |
| 2001 | "The Rock Show"                         | Blink-182                       | 6. The Aqueduct        | Pop/Punk         | Sim                          |
| 1989 | "Runnin' Down a Dream"                  | Tom Petty                       | 10. Calavera Square    | Rock             | Não                          |
| 1973 | "Saturday Night's Alright for Fighting" | Elton John                      | 11. Cairo Bazaar       | Classic Rock     | Sim                          |
| 2008 | "Scatterbrain" (Live)                   | Jeff Beck                       | 13. Fjord of Swords    | Progressive Rock | Sim                          |
| 2008 | "Send a Little Love Token"              | The Duke Spirit                 | 4. Angel's Crypt       | Alternative      | Sim                          |
| 1994 | "Seven"                                 | Sunny Day Real Estate           | 8. Neon Oasis          | Alternative      | Sim                          |
| 2008 | "Sex on Fire"                           | Kings of Leon                   | 3. Sideshow            | Rock             | Não                          |
| 2007 | "Shout It Out Loud"                     | Kiss                            | 4. Angel's Crypt       | Classic Rock     | Sim                          |
| 2008 | "Six Days a Week"                       | The Bronx                       | 12. The Golden Gate    | Punk             | Sim                          |
| 1991 | "Smells Like Teen Spirit"               | Nirvana                         | 7. Guitarhenge         | Grunge           | Sim                          |
| 2008 | "Sneak Out"                             | Rose Hill Drive                 | 11. Cairo Bazaar       | Blues Rock       | Sim                          |
| 1978 | "So Lonely"                             | The Police                      | 10. Calavera Square    | Rock             | Sim                          |
| 1997 | "Song 2"                                | Blur                            | 1. The 13th Rail       | Alternative      | Não                          |
| 2006 | "Sowing Season (Yeah)"                  | Brand New                       | 2. Club Boson          | Indie Rock       | Sim                          |
| 1980 | "The Spirit of Radio" (Live)            | Rush                            | 13. Fjord of Swords    | Progressive Rock | Sim                          |
| 2006 | "Steady, As She Goes"                   | The Raconteurs                  | 2. Club Boson          | Blues Rock       | Sim                          |
| 2006 | "Streamline Woman"                      | Gov't Mule                      | 11. Cairo Bazaar       | Southern Rock    | Sim                          |
| 1978 | "Sultans of Swing"                      | Dire Straits                    | 5. O'Connell's Corner  | Classic Rock     | Sim                          |
| 1972 | "Superstition"                          | Stevie Wonder                   | 5. O'Connell's Corner  | Funk             | Sim                          |
| 1992 | "Sweating Bullets"                      | Megadeth                        | 13. Fjord of Swords    | Metal            | Sim                          |
| 1968 | "Sympathy for the Devil"                | The Rolling Stones              | 1. The 13th Rail       | Blues Rock       | Sim                          |
| 2008 | "They Say"                              | Scars on Broadway               | 1. The 13th Rail       | Hard Rock        | Sim                          |
| 1982 | "Under Pressure"                        | Queen & David Bowie             | 3. Sideshow            | Rock             | Não                          |
| 2008 | "Wannabe in L.A."                       | Eagles of Death Metal           | 7. Guitarhenge         | Alternative      | Sim                          |
| 1973 | "We're an American Band"                | Grand Funk Railroad             | 9. Electric Honky Tonk | Classic Rock     | Sim                          |
| 1996 | "What I Got"                            | Sublime                         | 8. Neon Oasis          | Surf Rock        | Sim                          |
| 1996 | "Why Bother?"                           | Weezer                          | 6. The Aqueduct        | Pop/Punk         | Não                          |
| 2006 | "Wolf Like Me"                          | TV on the Radio                 | 10. Calavera Square    | Alternative      | Sim                          |
| 1999 | "Woman from Tokyo" ('99 Remix)          | Deep Purple                     | 3. Sideshow            | Hard Rock        | Sim                          |
| 2008 | "You and Me"                            | Attack! Attack!                 | 5. O'Connell's Corner  | Pop/Rock         | Sim                          |
| 1986 | "You Give Love a Bad Name"              | Bon Jovi                        | 5. O'Connell's Corner  | Hard Rock        | Sim                          |
| 1998 | "Younk Funk"                            | The Derek Trucks Band           | 11. Cairo Bazaar       | Funk             | Sim                          |

## Personagens Especiais
Nesta 5º edição, os personagens especiais são:
- Johnny Cash
- Kurt Cobain - Nirvana
- Shirley Manson - Garbage
- Matthew Bellamy - Muse
- Carlos Santana - Santana